# Georg Fjellman
Georg Fjellman, född 3 april 1888 i Västerås, död 8 oktober 1957 i Kristianstad, var en svensk jurist. Han var bror till Mathias Fjellman.
Fjellman, som var son till läroverksadjunkt Bernhard Fjellman och Fanny Vestlund, blev juris kandidat vid Uppsala universitet 1912. Efter tingstjänstgöring var han extra ordinarie länsnotarie, andre länsnotarie och länsnotarie av första klassen i Norrbottens län 1916–1929, blev länsassessor i Kronobergs län 1929 och var landssekreterare i Kristianstads län 1938–1954.